# Manuel Toharia
Manuel Toharia Cortés (Madrid, 3 agosto 1944) è un divulgatore scientifico e saggista spagnolo.

## Biografia
Manuel Toharia laureatosi in Fisica presso l'Università Complutense di Madrid, e specializzato in astrofisica. Dal 1970 al 1979 è stato redattore della sezione scientifica del quotidiano spagnolo Informaciones, ed è stato una delle figure più popolari della televisione spagnola come esperto meteorologico su Televisión Española (TVE), fino all'inizio degli anni '80.
Successivamente diviene il direttore scientifico della Città delle Arti e delle Scienze e del Museo delle Scienze Príncipe Felipe di Valencia, avendone assunto l'incarico nel 1999.

## Opere
- El clima: el calentamiento global y el futuro del planeta, Debate (2006) ISBN 9788483066836
- El Libro Del Tiempo, Critica (2013) ISBN 9788498925487
- El Cambio Climatico y Otros Problemas De La Humanidad, Fund. Ecoem (2014) ISBN 9788492411856
- La Sociedad Del Desperdicio, Diaz & Pons (2014) ISBN 9788494249624
- Historia mínima del cosmos, Turner (2015) ISBN 9788416354023.

## Riconoscimenti
- Prisma Awards 2004, Premio Speciale della Giuria (Ayto. de La Coruña)
- Premio "Lupa Escéptica" de la Sociedad para el Avance del Pensamiento Crítico
- Medaglia d'oro 2019 del Colegio Oficial de Ingenieros Técnicos Industriales de Huelva[2]
- Medalla de Honor al Fomento de la Invención (Fundación García Cabrerizo)[3]
- Premio AIQBE 2022 per la promozione e lo sviluppo della Scienza e della Tecnologia[4]